# Pascal Chanteur
Pascal Chanteur (Saint-Denis (Sena Saint-Denis), 9 de febrer de 1968) va ser un ciclista francès, que fou professional entre 1991 i 2001. La seva principal victòria fou la Volta a la Comunitat Valenciana de 1998.

## Palmarès
- 1990
  - 1r al Tour d'Hainaut i vencedor d'una etapa
  - 1r al Tour de la Somme
- 1992
  - 1r a la París-Roubaix sub-23
  - Vencedor d'una etapa de la Tour de Loir i Cher
- 1993
  - Vencedor d'una etapa al Tour du Poitou-Charentes et de la Vienne
- 1996
  - 1r al Bol d'Air Creusois
- 1997
  - 1r a la Bordeus-Cauderan
  - Vencedor d'una etapa de la París-Niça
- 1998
  - 1r a la Volta a la Comunitat Valenciana
  - 1r al Gran Premi de la Vila de Rennes
  - 1r al Trofeu Laigueglia
- 1999
  - 1r a La Côte Picarde
- 2001
  - 1r al Critèrium Vergt

### Resultats al Tour de França
- 1993. 75è de la classificació general
- 1994. 81è de la classificació general
- 1997. 26è de la classificació general
- 1998. 35è de la classificació general
- 1999. 91è de la classificació general
- 2000. 69è de la classificació general
- 2001. 114è de la classificació general

### Resultats a la Volta a Espanya
- 1995. 85è de la classificació general
- 1996. 21è de la classificació general
- 1998. 47è de la classificació general